# Paepalanthus bonsai
Paepalanthus bonsai är en gräsväxtart som beskrevs av Trovó och Paulo Takeo Sano. Paepalanthus bonsai ingår i släktet Paepalanthus och familjen Eriocaulaceae. Inga underarter finns listade i Catalogue of Life.